# Pacífico Pereira
 Antônio Pacífico Pereira (Salvador, 5 de junho de 1846 — Salvador, 18 de novembro de 1922) foi um  médico, professor, e  escritor,  brasileiro, imortal fundador da cadeira número 35 da Academia de Letras da Bahia  e patrono da Cadeira nº 10 da Academia de Medicina da Bahia 

## Biografia
Filho de Vitorino José Pereira e  D. Carolina Maria Franco Pereira, Pacífico Pereira teve quatro irmãos: coronel Vitorino José Pereira, que foi deputado estadual da Bahia; Manoel Vitorino; monsenhor Basílio Pereira (1850-1930)  e Francisco Bráulio Pereira (1858-1917). .
Em 1866 integrou, quando ainda era estudante, o grupo de fundadores da Gazeta Médica da Bahia, da qual adiante seria diretor e que era composto pelos médicos estrangeiros John Paterson, José Francisco de Silva Lima e Otto Wucherer, e pelos médicos baianos  Januário de Faria,  Pires Caldas  e  Virgílio Damásio. 
Colou grau em 1867 pela Faculdade de Medicina da Bahia.
Opositor, por concurso, da Secção Cirúrgica, em 1871. Concorrente (aprovado e não nomeado) à cadeira de Patologia Externa (1874). Lente catedrático de Anatomia Geral e Patológica, em 1882. Lente de Histologia, em 1882  

Diretor de Saúde Pública Estadual  Colaborou em vários jornais, sobretudo na “Gazeta Médica da Bahia”, da qual foi fundador, durante mais de meio século.
Foi diretor por duas vezes da Faculdade de Medicina da Bahia. Em 1884, como diretor-substituto e eleito de 1895 a 1898 .
Durante a Guerra de Canudos, transformou a Faculdade em hospital, adaptando gabinetes e salas de aula em enfermarias, de modo a atender 521 pacientes, dos quais apenas 4 faleceram .
Anatomista, cirurgião, obstetra, clínico geral, sanitarista, professor de vaias disciplinas, humanista, enfim, um sábio, Pacífico Pereira de plena justiça há merecido o título de “Preceptor Brasilae”, que lhe foi outorgado por congresso, realizado no Rio de Janeiro, em 1922  .
Em 1917, foi um dos fundadores da Academia de Letras da Bahia. Morreu em sua terra natal a 18 de novembro de 1922 . Em sua homenagem, foi denominada Pacífico Pereira uma rua no bairro do Garcia, em Salvador.